# Heinrich Gerhard Bücker

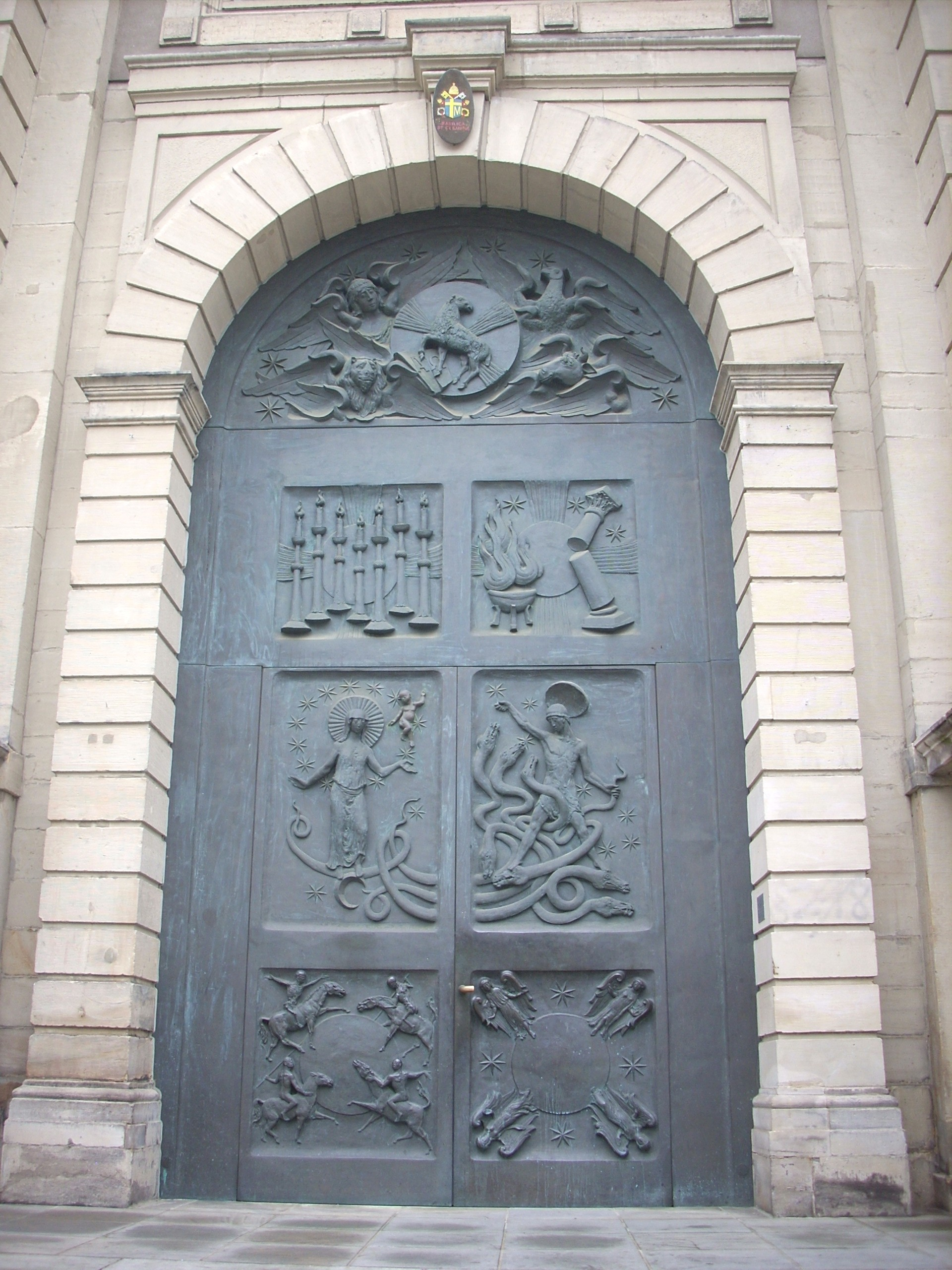
Hauptportal der Basilika St. Clemens (Hannover): Szenen aus der Johannes-Apokalypse

Heinrich Gerhard Bücker (* 5. März 1922 in Vellern; † 11. August 2008 ebenda) war ein deutscher Bildhauer, Maler und Kalligraph.

## Leben
Nach Beendigung der Schulzeit und einer Bildhauerlehre bei Heinrich Lückenkötter in Oelde studierte Bücker – wegen eines Reitunfalls nicht zum Kriegsdienst eingezogen – ab 1942 in München an der Akademie der Bildenden Künste und der Akademie für Angewandte Kunst. Seine Lehrer waren vor allem die Professoren Bernhard Bleeker und Josef Henselmann. Sein Atelier teilte Bücker mit Gottfried Böhm. Als die Akademie 1944 durch Bomben zerstört wurde, kehrte Bücker wieder nach Vellern zurück und wurde im Wintersemester 1946/47 Assistent des Bildhauers Edwin Scharff an der Landeskunstschule Hamburg. Ende 1947 ging er wieder nach Vellern zurück, weil er auf einem Grundstück des elterlichen Bauernhofes ein großzügiges Atelier bauen konnte. Seitdem lebte und arbeitete Bücker dort.

## Werk
Viele seiner Themen entstammen der biblisch-christlichen Symbolwelt. Nachdem seine expressiv reduzierende, teilweise an archaische Muster erinnernde Formensprache zunächst auf Ablehnung stieß, setzte er sich spätestens seit den 1960er Jahren durch und gilt heute als Künstler, der traditionellen Themen einen spirituell anspruchsvollen zeitgemäßen Ausdruck gab. Manche seiner Werke fanden als Massenabgüsse weite Verbreitung in christlichen Häusern.

„Es gibt sozusagen kaum etwas, was der Künstler nicht vermöchte – sei es nun Steingravierung oder Elfenbeinschneiden, Holzschnitzen, Zeichnen und in Metall und Stein bilden. Selbst farbiges Fassen von Holzskulpturen und die Grundierung von hölzernen Tafeln ist ihm vertraute handwerkliche Übung.“

Bücker wirkte seit 1950 beim Wiederaufbau, Neubau und der Restaurierung vieler bedeutender Kirchen mit und stattete sie mit Altären, Plastiken, Portalen, Taufbrunnen und Glasfenstern aus. Dabei waren seine Arbeiten zunächst in kirchlichen Kreisen durchaus umstritten, wie z. B. der von ihm gestaltete Taufbrunnen in der Kirche St. Bonifatius in Dortmund. Herausragende Beispiele für seine Arbeiten sind u. a. der St.-Petri-Dom in Bremen, die Basilika St. Clemens in Hannover, die Stiftskirche in Freckenhorst, der Dom zu Paderborn, in Würzburg der Dom, die Kirche St. Michael und die Neumünsterkirche mit dem Kiliansschrein, der Altar des Doms im polnischen Gnesen (1997 von Papst Johannes Paul II. geweiht) und die zurzeit noch in Arbeit befindlichen Chorfenster der Kathedrale in Avila.
Bücker schuf zahlreiche große und kleine Kreuzdarstellungen, Plastiken und Schnitzarbeiten, ferner abstrakte großformatige Materialbilder unter Verwendung von Steinen, Bergkristallen, Mooreiche u. a. (von ihm Genesis-Meditationen genannt), die er 1974 in Hamburg mit großem Erfolg ausstellte. Eine Spezialität und in Deutschland fast einzigartig sind Bückers teilweise überlebensgroßen Plastiken in Alabasterstuck, einer früher häufigen, seit dem 19. Jahrhundert aber fast völlig vergessenen Technik. Beispiele sind die Plastiken in der St.-Michaels-Kirche in Würzburg und in der St.-Clemens-Basilika in Hannover.
1967 erschien nach Texten von Martin Buber eine Holzschnittfolge Ijob, der 1970 weitere Holzschnittfolgen über die biblischen Themen Genesis, Passion und Apokalypse folgten.
Besonders intensiv setzte sich Bücker mit der gesamten Bibel auseinander. 1964 erschien im Großformat die Bibel Bilder des Heils, darin das Alte Testament in der Übersetzung von Martin Buber, den Bücker in Jerusalem besucht und von dem er 1965 einen beeindruckenden Porträtkopf in Bronze geschaffen hatte. Die Bilder und den Text dieser Bibel malte und schrieb Bücker mit schwarzer Tusche mit einem elastischen Haarpinsel in der Technik der ostasiatischen Malerei. Bilder des Heils, die sogenannte „Bücker-Bibel“, liegt in vielen evangelischen und katholischen Kirchen aus.
Beim Druck dieser Bibel wurden zur Kostenersparnis bei Probedrucken Bilder überdruckt. Dabei kam es zunächst unbeabsichtigt zu erstaunlichen Ergebnissen: die zufällig zusammengedruckten Vorlagen ergaben manchmal eine Einheit mit völlig neuen Sichtweisen. Dies wurde von Bücker aufgenommen, über Bilder zum Alten Testament wurden dazu passende Bilder zum Neuen Testament gedruckt und mit dazu passenden Texten von Paul-Werner Scheele 1977 als Buch unter dem Titel Skizzen des Kommenden herausgegeben.
1982 vollendete Bücker eine weitere Bibel: Alpha – Atom – Adam – Omega, wieder mit Tusche gemalt, wobei die Tuschebilder jetzt jeweils die gesamte Seite ausfüllen. Ab 2000 arbeitete Bücker an einem weiteren Bibelwerk, ca. 550 vielfarbig gemalten oder übermalten Tuschebildern.
Ab 1985 schuf er die Neuausstattung des Chors von St. Michael für die Benediktinerinnen des Klosters Marienrode.
Bückers Schaffen umfasst aber bei weitem nicht nur religiöse Themen. Einen breiten Raum nimmt die Darstellung von Pferden in Bild und Plastik ein; er schuf einen Bilderzyklus über Alexander den Großen mit seinem Pferd Boukephalos. Von 1977 bis 2000 entstand ein Zyklus von 17 großformatigen Doppelbildern zur Odyssee, lavierte und in verschiedenen Blautönen kolorierte Tuschebilder auf einem speziell von Bücker mitentwickelten Papier („Freskopapier“). Bücker schuf ferner eine Reihe von Porträtbüsten und großformatigen Gedenkmünzen (u. a. von Martin Buber, Walter Abendroth, Kardinal von Galen, Wilhelm Emmanuel Freiherr von Ketteler, Konrad Adenauer und Papst Johannes Paul II.).
Seit seiner Jugend beschäftigte sich Bücker zudem mit historischen Themen und forschte insbesondere über das Verhältnis der Germanen zu den Römern. Die Früchte dieser Studien hat er künstlerisch in Bilder umgesetzt in seinem 1987 erschienenen Buch Varus, Varus – Die Tragödie im Heiligen Hain. Hier geht es u. a. auch um die Lokalisierung der Varusschlacht im Jahr 9 n. Chr., die nach Ansicht von Bücker zwischen Wiedenbrück und Beckum stattgefunden haben soll.
Auch für seine Heimat Vellern und die Stadt Beckum hat Bücker etliche Kunstwerke geschaffen, darunter:
- Steinkühler Denkmal auf der Nordstraße
- Eingangstür des alten Rathauses
- Porträt von Wilhelm Emmanuel von Ketteler, Begründer des Beckumer Elisabeth Krankenhauses
- Bronzeplastiken des Franz von Assisi, des Heiligen Nepomuks und des Kardinal von Galen
- Bronzeplatte am Denkmal des Beckumer „Fürstengrabes“
- Kreuzweg in der Pankratius-Kirche in Vellern
- Emmaus Bild im alten Pfarrhaus in Vellern
- Pütt-Brunnen auf dem Marktplatz von Beckum

Zudem befinden sich noch einige „Bücker-Bibeln“ in Privatbesitz. Eine großformatige und reich illustrierte Bibel ist in der Ludgerus-Kapelle in der Beckumer Bauerschaft Unterberg ausgestellt.

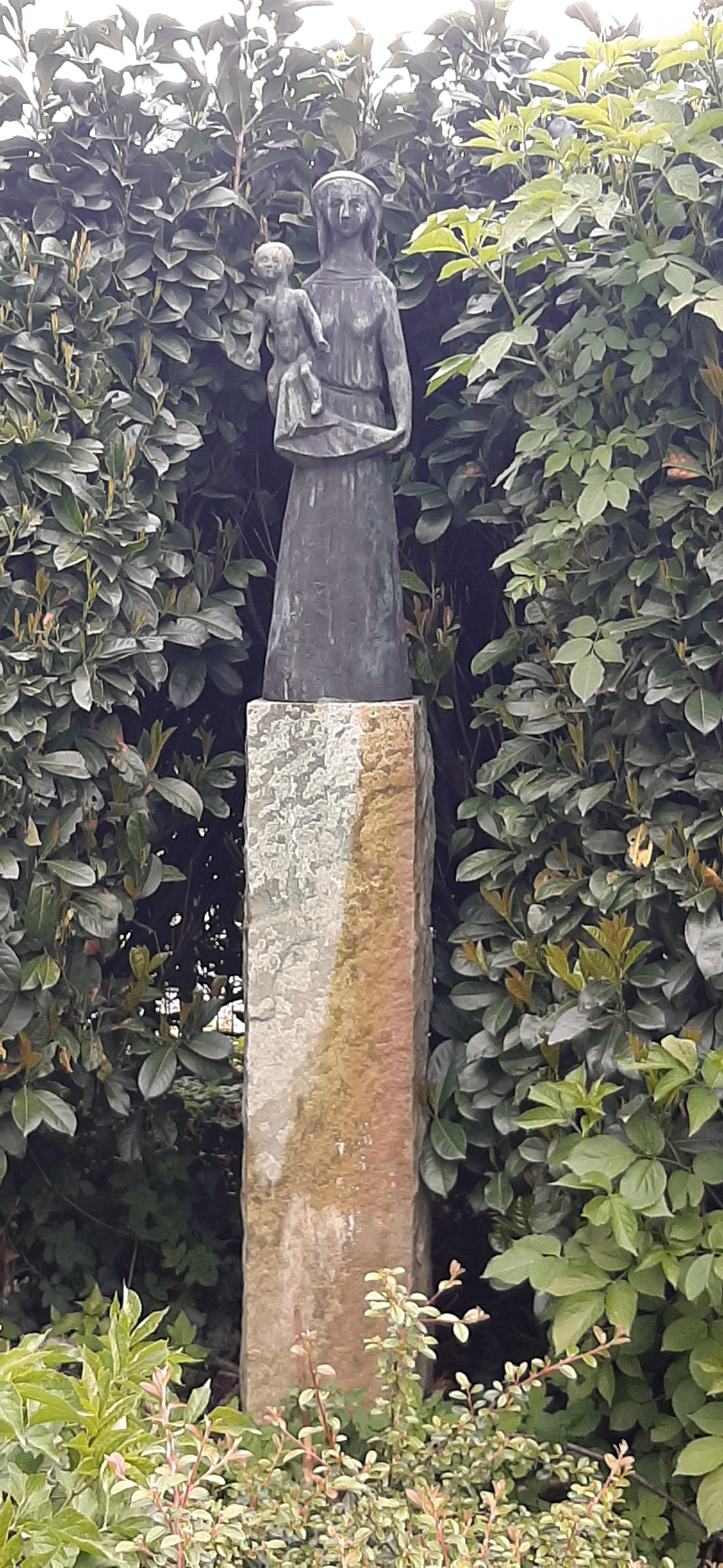
Madonna, Clemens-August-Straße, Beckum
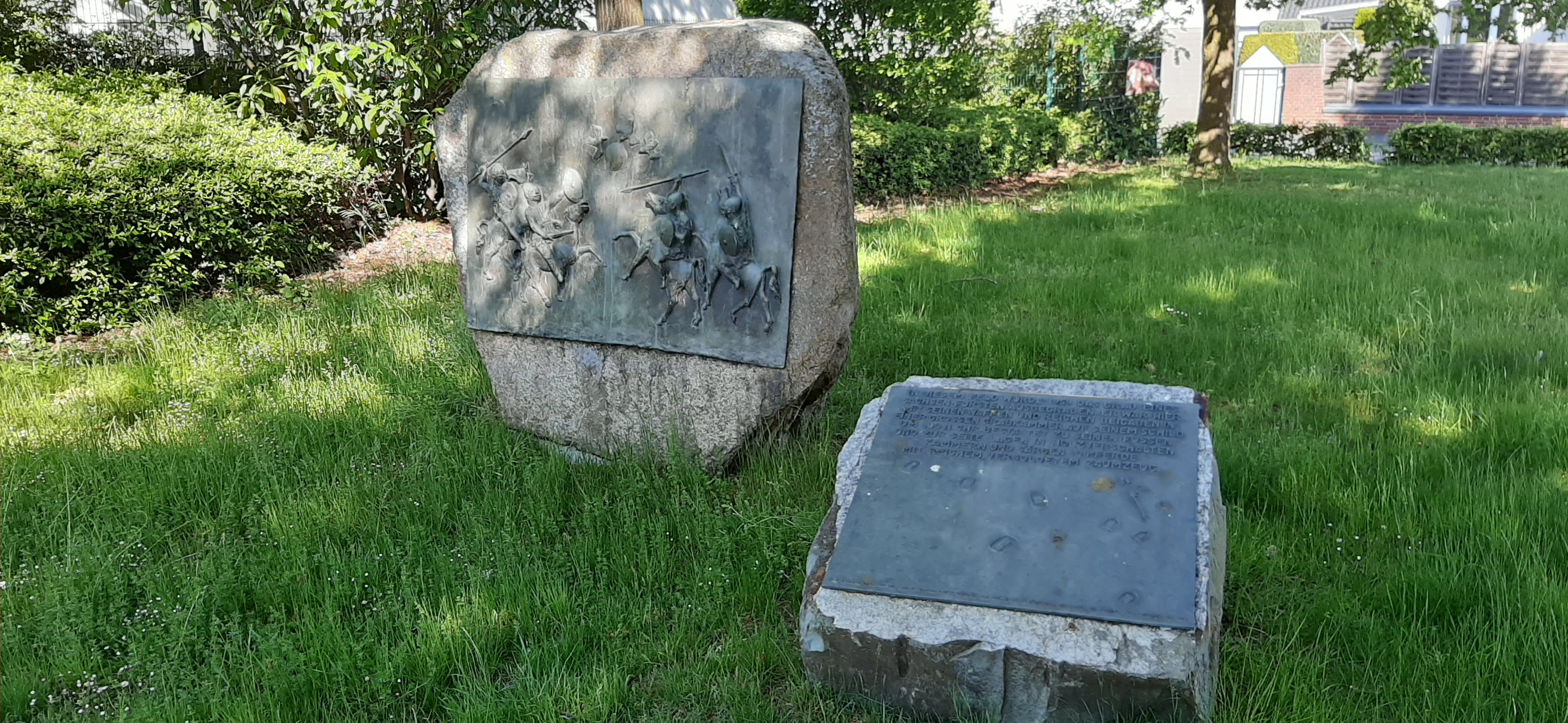
Gedenktafel am Beckumer Fürstengrab
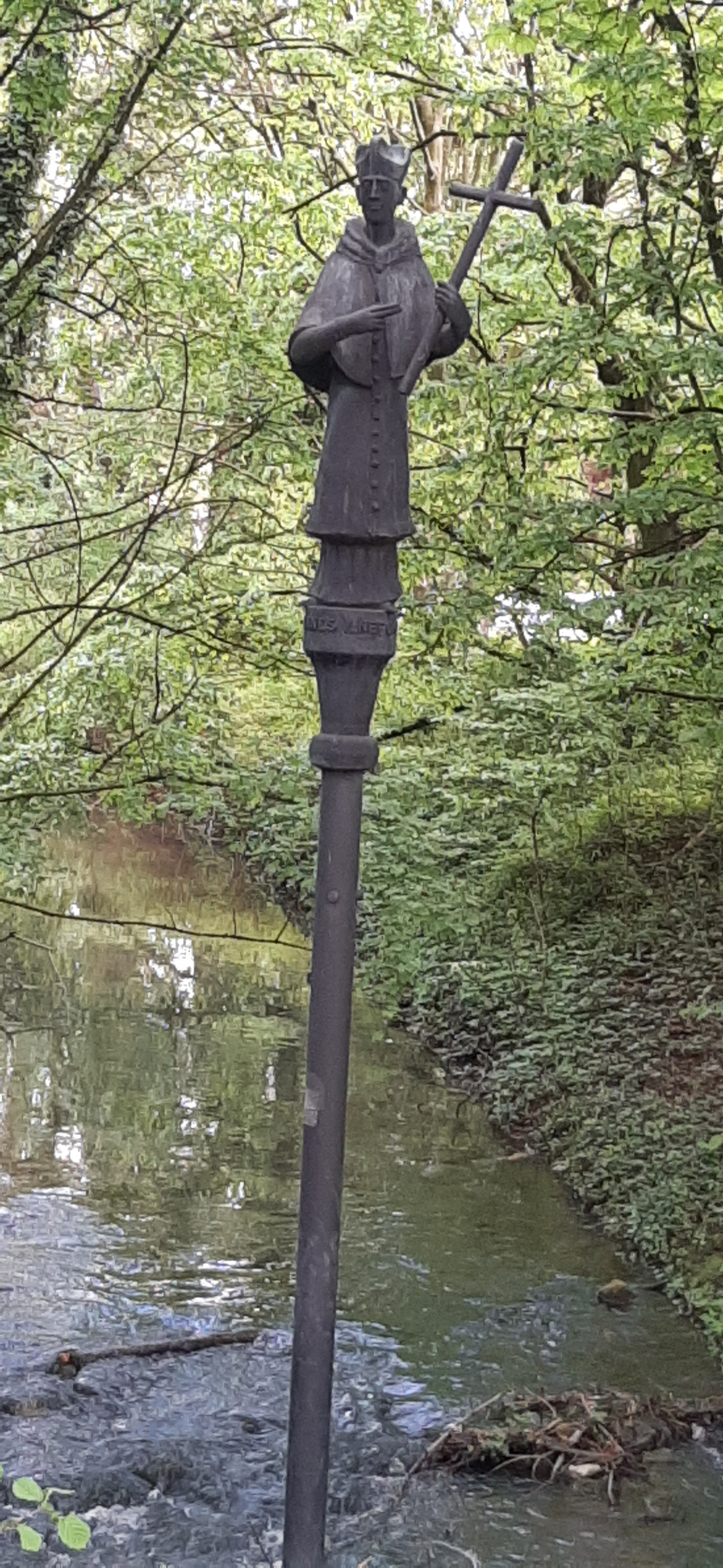
Nepomuk-Statue in der Werse in Beckum
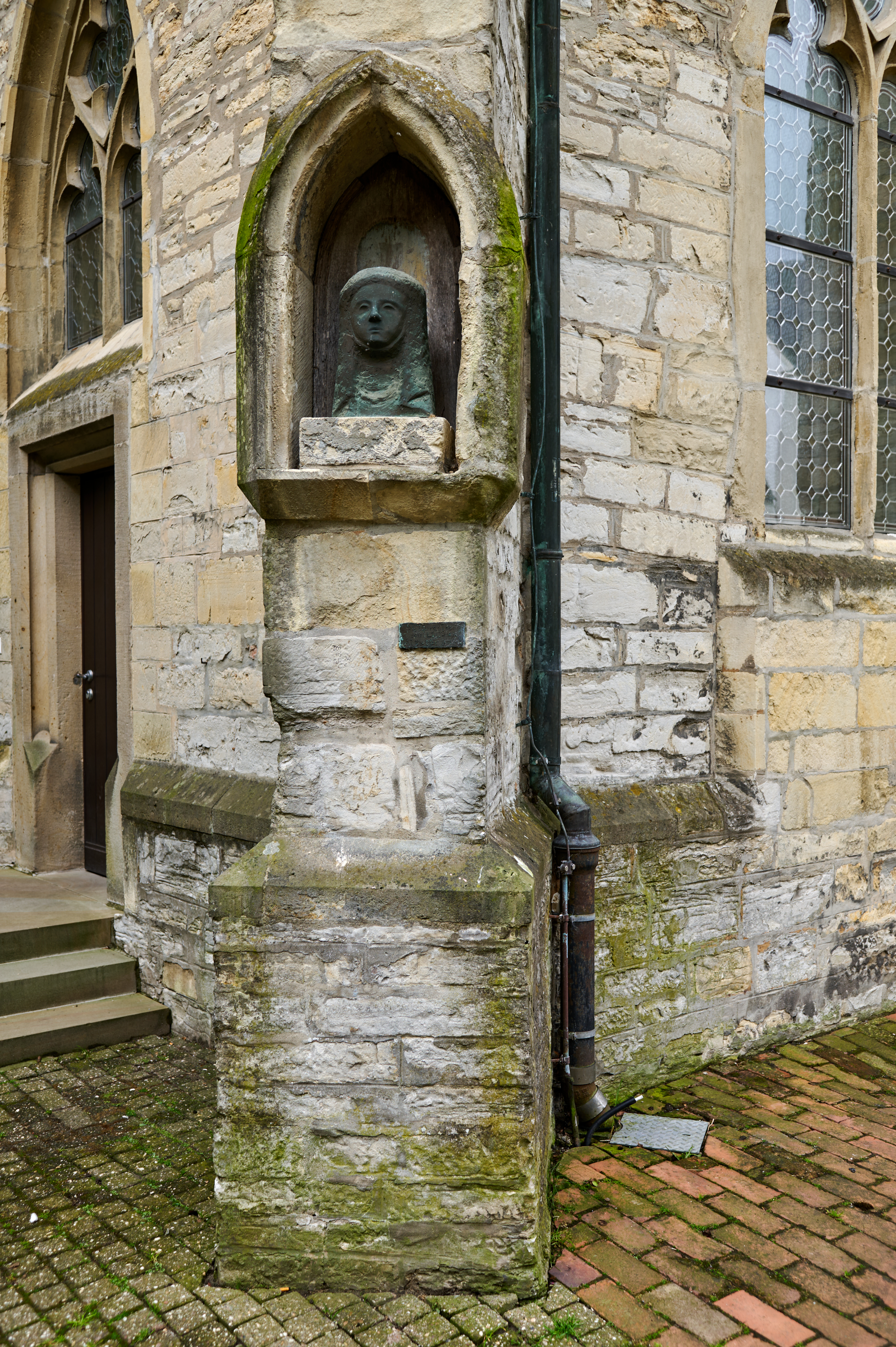
Porträt der Heiligen Therese von Lisieux, Außenfassade der St.-Stephanus-Kirche

## Ehrungen
Bücker erhielt als bislang einziger lebender Künstler die Einladung, im Jahre 1983/84 einen Teil seiner Werke im Vatikan in der Bibliotheca Apostolica auszustellen. Zahlreiche seiner Werke befinden sich in der vatikanischen Sammlung Moderner Religiöser Kunst.
1993 erhielt Bücker in der Akademie der Wissenschaften in Düsseldorf den Preis der Stiftung Bibel und Kultur. Bücker ist ferner Ehrenbürger seiner Heimatstadt Beckum. Im Ortsteil Vellern, seinem Geburtsort, wurde eine Straße nach ihm benannt.

## Buchausgaben
- Bilder des Heils. Sankt Augustin, seit 1964 mehrere Auflagen, ISBN 978-3-8050-0221-9.
- Skizzen des Kommenden (Überdrucke, herausgegeben zusammen mit Paul Werner Scheele), Steyler Verlag, Sankt Augustin 1977, ISBN 3-87778-708-8.
- Alpha – Atom – Adam – Omega: Die Bibel in Bildern. Sankt Augustin 1982, ISBN 3-87787-157-7.
- Varus, Varus: Die Schlacht im Heiligen Hain. Katalog zur Ausstellung im Stadtmuseum Beckum 1987, 448 Seiten.